# Nécropole du mur du Kremlin
La nécropole du mur du Kremlin se situe à Moscou, sur la place Rouge, en Russie, derrière le mausolée de Lénine. Ce fut, pendant la période soviétique, l'endroit où étaient inhumées les plus hautes personnalités de l'URSS.

## Histoire
Les inhumations dans la nécropole du mur du Kremlin à Moscou débutèrent en novembre 1917, lorsque 240 victimes  bolchéviques de la révolution d'Octobre furent enterrées dans des fosses communes sur la place Rouge. 
Après la dernière fosse commune en 1921, les funérailles sur la place Rouge furent réservées comme dernier honneur pour les hommes politiques, chefs militaires, cosmonautes et scientifiques. La nécropole est disposée des deux côtés du mausolée de Lénine. 
En 1925-1927, les inhumations dans le sol furent arrêtées et les funérailles furent désormais menées avec des cendres inhumées dans la muraille du Kremlin elle-même. Les sépultures dans le sol reprirent avec les funérailles de Mikhaïl Kalinine en 1946 et la pratique d'enterrer les dignitaires sur la place Rouge se termina avec l'enterrement de Konstantin Tchernenko en mars 1985. La nécropole du mur de Kremlin a été désignée comme site protégé en 1974.
Derrière chaque monument commémoratif indiquant l'emplacement d'une tombe se trouve un épicéa commun. 
Le site correspond à ce que sont les inhumations au Panthéon en France.